# Bank of Montreal
Bank of Montreal (in francese Banque de Montréal), conosciuta anche con l'abbreviazione BMO, è una banca d'investimento multinazionale canadese e una società di servizi finanziari. 
La banca è stata fondata a Montréal, in Québec, nel 1817 con il nome di Montreal Bank, ed è di fatto la più antica banca canadese. Nel 2024, la società è stata inserita nella classifica Forbes Global 2000 all'104a posizione. La sua sede principale è a Montréal, mentre la sede operativa e gli uffici esecutivi si trovano a Toronto, in Ontario. In Canada, BMO ha più di 900 filiali e più di 1.000 negli Stati Uniti, servendo più di 13 milioni di clienti in tutto il mondo.

## Storia

### XIX secolo
La banca fu fondata il 23 giugno 1817 quando un gruppo di imprenditori firmò gli Articles of Association, creando formalmente la Montreal Bank. Tra i firmatari del documento figurano Robert Armour, John C. Bush, Austin Cuvillier, George Garden, Horatio Gates, James Leslie, George Moffatt, John Richardson e Thomas A. Turner. La banca ebbe una prima sede in locali affittati in Rue Saint-Paul, a Montréal, prima di trasferirsi in un ufficio permanente nella stessa via nel 1818. Nello stesso anno, aprì la prima filiale a Québec e diversi uffici nell'Alto Canada, in città tra cui Amherstburg, Kingston, Perth e York (l'attuale Toronto). Nel 1818, la banca aprì anche il suo primo ufficio permanente all'estero, in William Street a New York.

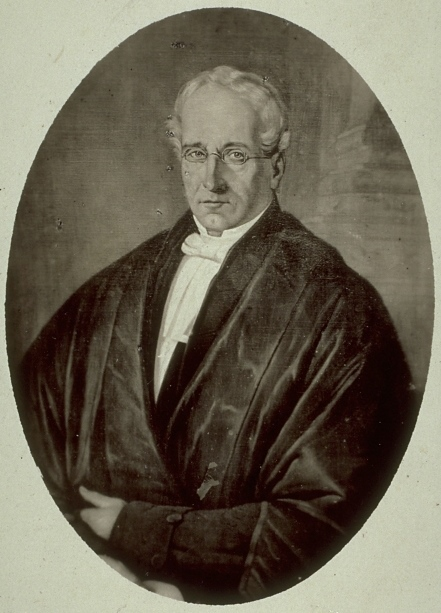
Austin Cuvillier, co-fondatore di BMO.

Nel 1822, la banca si trasformò dallo status di società privata di proprietà di un piccolo gruppo di persone, che aveva avuto fin dalla sua fondazione, in una società pubblica di proprietà di 144 persone. A quel punto divenne ufficialmente nota con il suo nome attuale
L'espansione nell'Alto Canada fu bloccata nel 1824, dopo che la legislazione del Parlamento dell'Alto Canada proibì alle filiali bancarie la cui sede principale non fosse nell'Alto Canada di operare. Nel 1838, la banca rientrò nel mercato della colonia con l'acquisto della Bank of the People, una banca con sede a Toronto. BMO fu autorizzata ad aprire le proprie filiali nell'area, dopo che l'Alto Canada e il Basso Canada furono uniti per creare la Provincia del Canada nel 1841. Poco dopo la fusione delle due colonie, la banca aprì filiali a Cobourg, Belleville, Brockville e Ottawa.

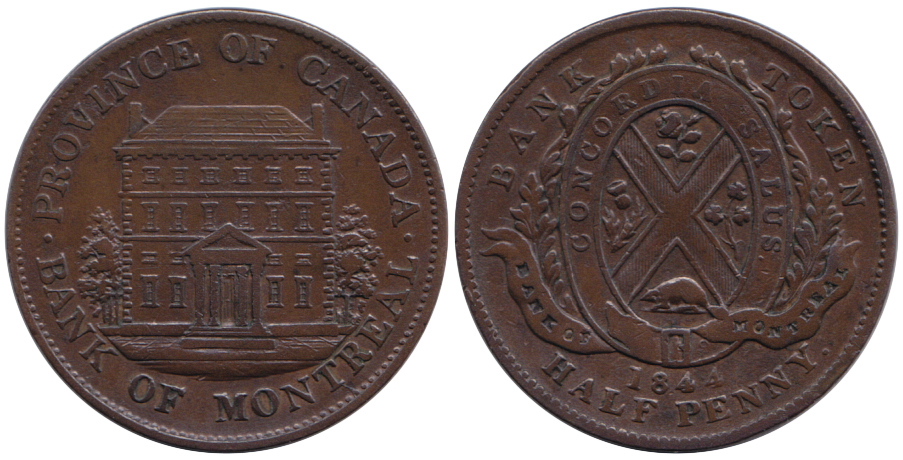
Bank of Montreal su un gettone della Provincia del Canada del 1844.

L'espansione nelle Province marittime e nel Canada occidentale fu, invece, facilitata dalla Confederazione canadese. Nel 1877, la banca aprì la sua prima filiale nel Canada occidentale, a Winnipeg. Successivamente, furono aperte nuove filiali anche nelle Province Marittime, a Halifax, Moncton e Saint John. Il 31 gennaio 1895, Bank of Montreal aprì una filiale nella Colonia di Terranova, su richiesta del governo coloniale. Quest'ultimo fece la richiesta alla banca quattro giorni dopo il crollo della Commercial Bank e della Union Bank of Newfoundland avvenuta il 10 dicembre 1894.

### XX secolo
Nel 1907, con l'apertura di una filiale a Charlottetown, Bank of Montreal possedeva filiali in tutte le province del Canada atlantico. L'espansione nelle Marittime fu ulteriormente facilitata dall'acquisizione della Exchange Bank of Yarmouth nel 1903, della People's Bank of Halifax nel 1905 e della People's Bank of New Brunswick nel 1906.
All'inizio del XX secolo, la banca acquisì anche diverse istituzioni finanziarie che contribuirono ad aumentare la sua presenza a Terranova e nelle aree a ovest del Québec, tra cui la Ontario Bank nel 1906, la Bank of British North America nel 1918 e la Merchants Bank of Canada nel 1921. Durante questo periodo, la banca acquisì anche la Molson Bank di Montréal nel 1925.

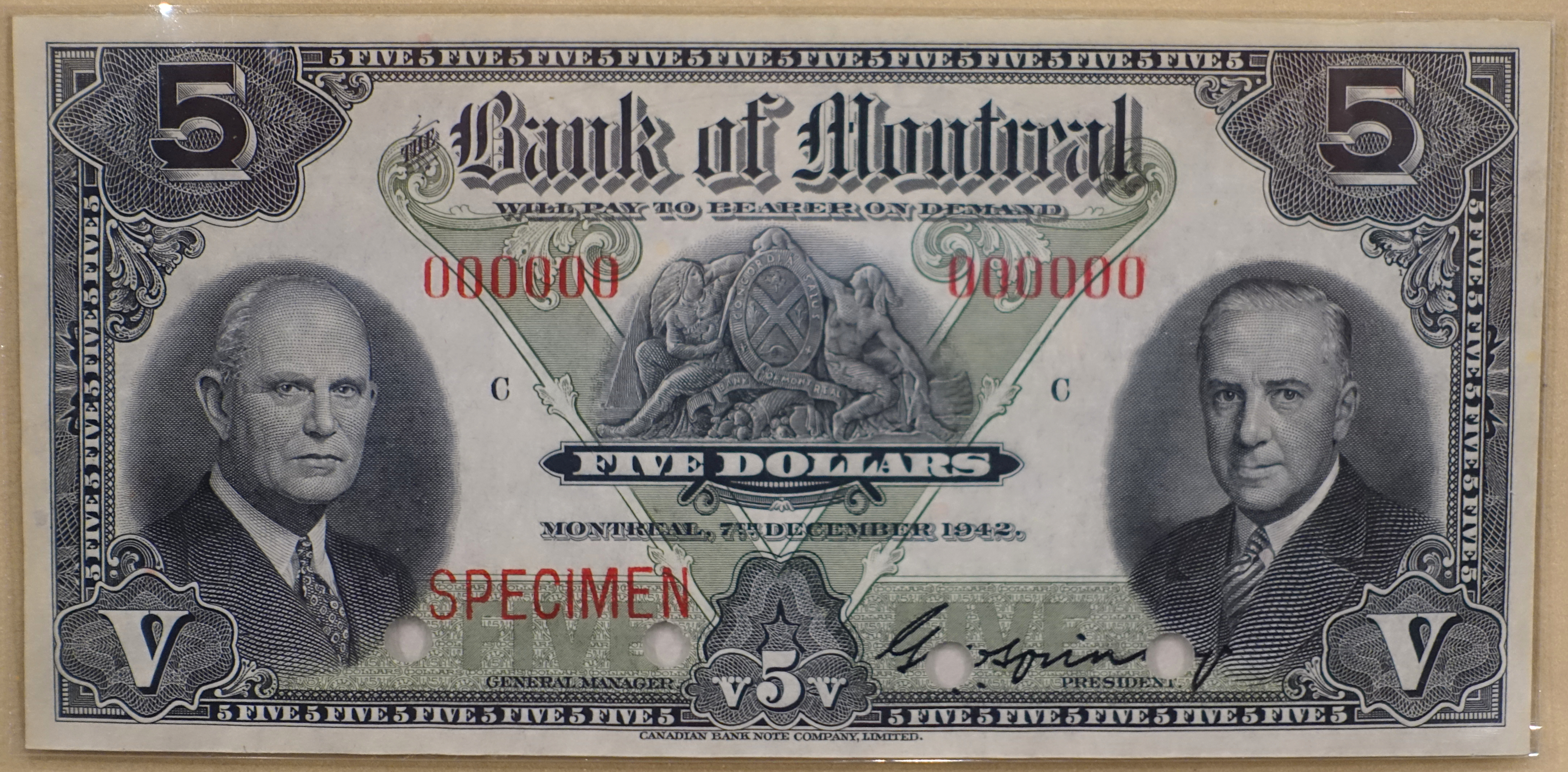
Banconota da 5 dollari canadesi della BMO, del 7 dicembre 1942. Quell'anno fu l'ultimo nel quale la banca poté emettere le proprie banconote.

Nel 1942, la banca pose fine alla produzione delle proprie banconote, in circolazione in Canada dal 1871. Nel 1944, la banca centrale del Paese, la Banca del Canada, divenne l'unica emittente di valuta in Canada e le banconote delle banche private furono ritirate.

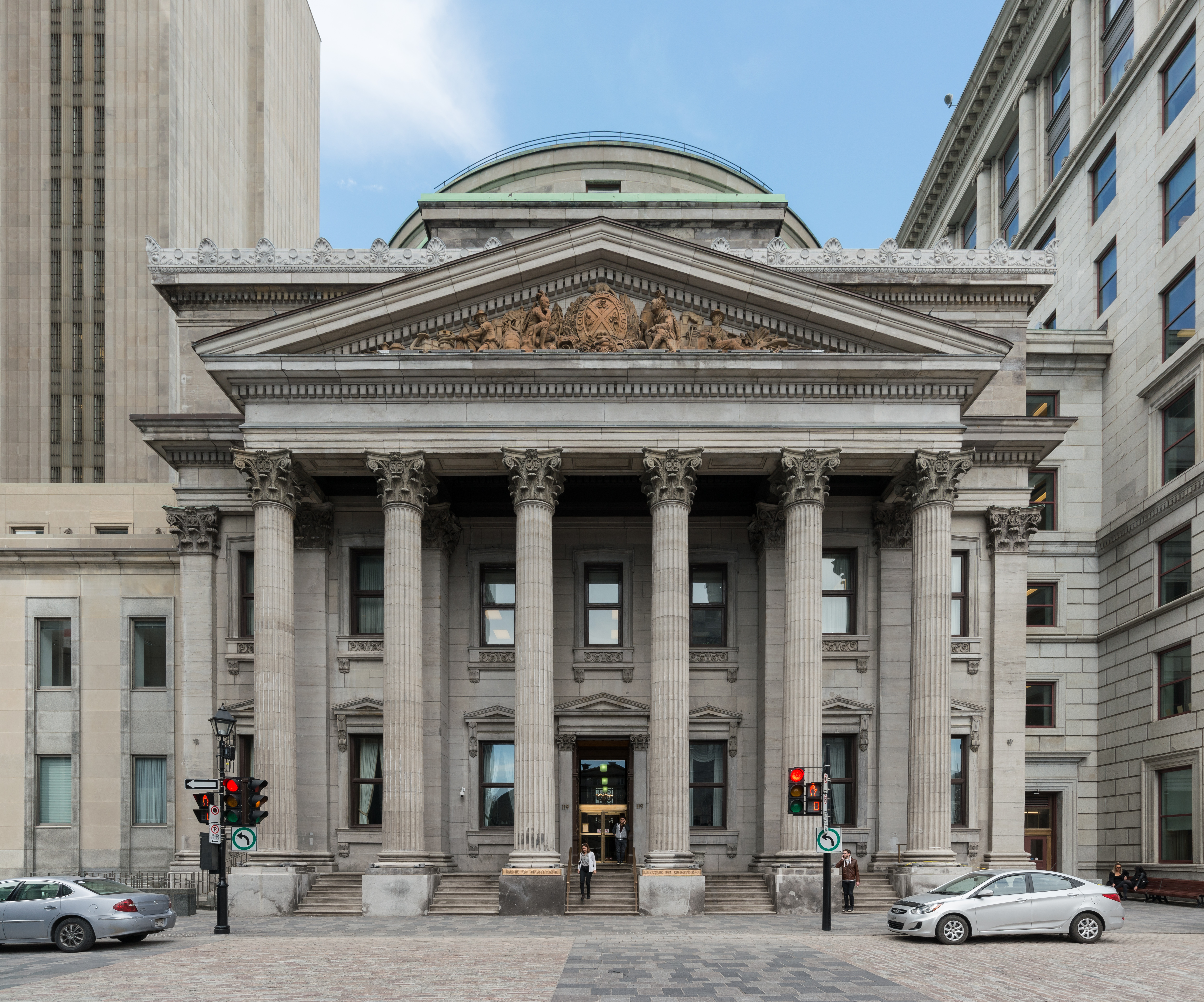
L'edificio originario di Place d'Armes a Montréal, in Canada, che rimane la sede legale della banca.

Nel 1960, Bank of Montreal trasferì la propria sede operativa in una struttura di diciassette piani situata accanto alla sede storica. L'edificio rimase la sede operativa della banca fino al 1977, anno in cui la sede fu trasferita a First Canadian Place in Bay Street a Toronto. La struttura prende il nome dallo slogan della banca dell'epoca, The First Canadian Bank, che fu introdotto nel 1969 e che fu utilizzato in gran parte delle pubblicità della banca negli anni '70, in particolare negli spot televisivi con l'attore canadese Leslie Nielsen. Anche l'attuale logo “M-Bar” della banca fu introdotto in quel periodo, nel 1967. Tuttavia, la sede legale della banca rimane nella storica sede di Montréal, mentre First Canadian Place è formalmente indicato come “ufficio esecutivo” della banca.
Nel 1984, la banca ha acquisito la Harris Bank, con sede a Chicago, (attraverso la sua società madre, Harris Bankcorp), in seguito ribattezzata BMO Harris Bank. Nel 1987, la banca ha acquisito la società di brokeraggio azionario Nesbitt, Thomson and Company. Alcuni anni dopo, la banca ha assunto il controllo di due filiali di vendita al dettaglio precedentemente appartenenti alla Standard Chartered Bank of Canada.
Nel 1994, Bank of Montreal è diventata la prima banca canadese ad essere quotata alla Borsa di New York. Nel 1995, la banca ha aperto la sua prima filiale a Guangzhou, ricevendo formalmente la licenza per operare il 20 novembre 1996. In questo modo, la banca è diventata la prima banca canadese a ricevere una licenza per operare in Cina. Nel corso degli anni '90, BMO ha acquisito una serie di altre banche nell'area di Chicago, fondendole sotto il nome di Harris Bank, tra cui Suburban Bancorp nel 1994 e Household Bank nel 1999.
Nel 1998, Bank of Montreal e la Royal Bank of Canada annunciarono di aver concordato una fusione in attesa dell'approvazione del governo. Le autorità di regolamentazione governative hanno poi bloccato la proposta di fusione, insieme a una proposta simile della Toronto-Dominion Bank di fondersi con la Canadian Imperial Bank of Commerce. Sebbene le banche non si siano fuse, nel 2000 la Bank of Montreal, e la Royal Bank of Canada, hanno unito le loro attività di elaborazione dei pagamenti per gli esercenti per formare Moneris Solutions.

### XXI secolo
Nel 2006, BMO ha acquistato BCPBank, un istituto finanziario che era la divisione canadese di Banco Comercial Português. Nel 2008, un trader di Bank of Montreal si è dichiarato colpevole di aver intenzionalmente sbagliato il suo trading book al fine di aumentare il suo bonus dalla banca.
Nel 2009, BMO ha acquistato l'impresa canadese di assicurazioni sulla vita di AIG, AIG Life Insurance Company of Canada (400.000 clienti e 300 dipendenti), per circa 330 milioni di dollari canadesi, facendo di BMO il secondo assicuratore sulla vita tra le banche canadesi. La nuova componente è stata rinominata BMO Life Assurance Company. Nello stesso anno, Bank of Montreal ha acquisito da Citibank il franchising nordamericano di Diners Club International. La transazione ha dato a BMO i diritti esclusivi di emettere carte Diners negli Stati Uniti e in Canada.
Nell'ottobre 2010, la banca è diventata la prima banca canadese a operare in Cina, con filiali che operano come BMO ChinaCo. 

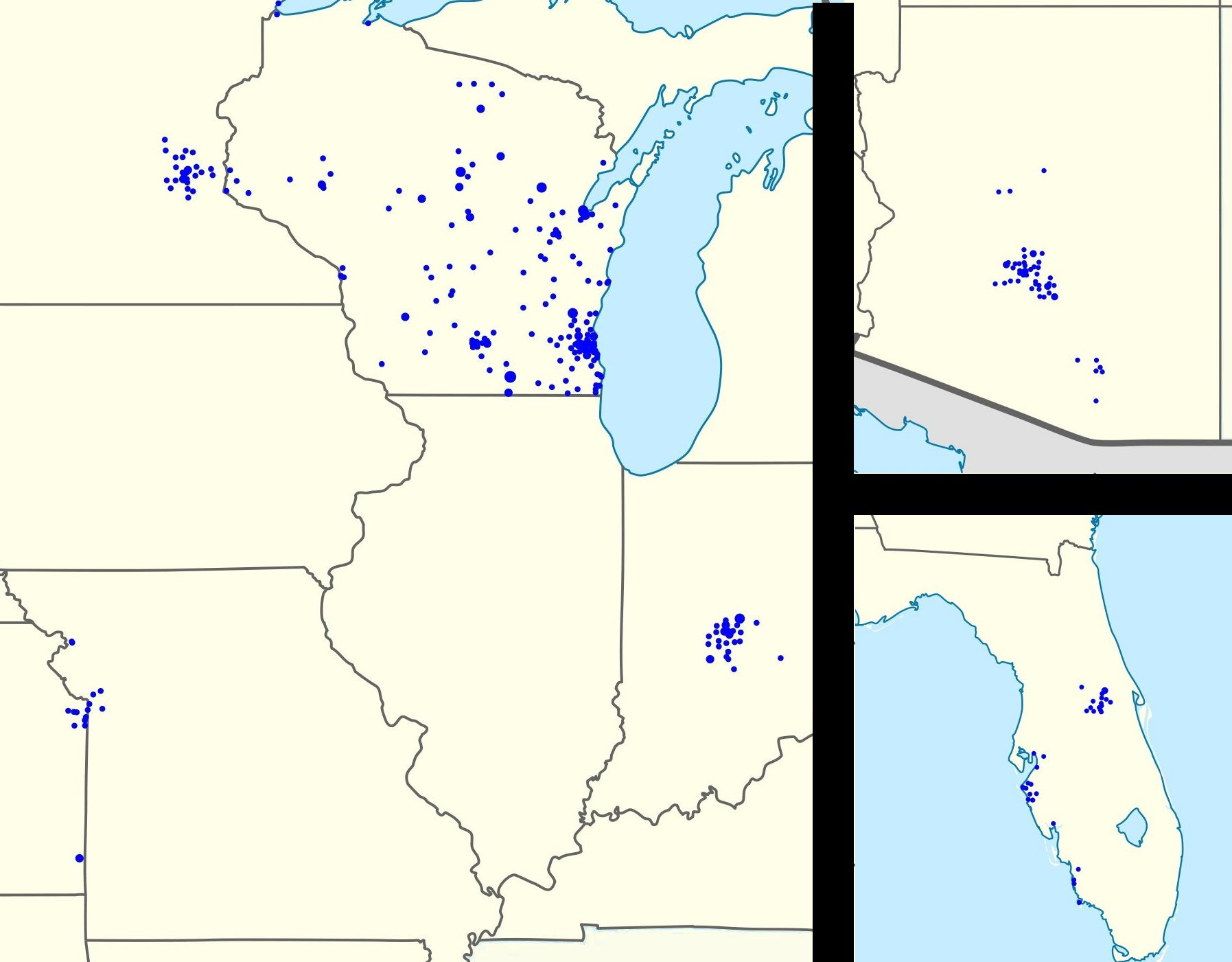
Dati relativi a Marshall & Ilsley prima della sua acquisizione da parte di Bank of Montreal nel 2010.

Nel dicembre 2010, BMO ha annunciato l'acquisto di Marshall & Ilsley, con sede a Milwaukee, che è stata poi accorpata alle attività di Harris Bank. Al termine della transazione, la M&I Bank e le attuali filiali della Harris Bank sono state ribattezzate BMO Harris Bank. Nel 2022, BMO ha contabilizzato 834 milioni di dollari statunitensi dopo essere stata ritenuta responsabile per lo schema Ponzi della Marshall & Ilsley Bank, con danni pari a 550 milioni di dollari. Nel 2009, l'uomo d'affari Thomas Petters è stato riconosciuto colpevole di aver gestito lo schema utilizzando un conto presso la Marshall & Ilsley tra il 2002 e il 2008. Quando BMO ha acquistato Marshall & Ilsley si è assunta la responsabilità di tutto ciò.
Nel 2014, la banca ha acquisito la società londinese Foreign & Colonial Investment Trust, poi ribattezzata BMO Commercial Property Trust nel 2019. Nel settembre 2015, BMO ha accettato di acquisire l'unità di finanziamento dei trasporti di GE Capital, controllata di General Electric. L'attività acquisita conta 8,7 miliardi di dollari US di attività, 600 dipendenti e 15 uffici negli Stati Uniti e in Canada.
Nel maggio 2018, BMO e Simplii Financial, una sussidiaria della Canadian Imperial Bank of Commerce, sono state bersaglio di hacker, che hanno affermato di aver compromesso i sistemi di entrambe le banche e di aver rubato informazioni su un totale di 90.000 clienti (50.000 di BMO). Un'email inviata da un indirizzo russo e attribuita agli hacker chiedeva un riscatto di 1 milione di dollari a ciascuna società, pagato tramite Ripple entro le 23:59 del 28 maggio 2018, pena la diffusione delle informazioni su "forum di frode [sic] e comunità di frode [sic]".
Nel 2018, BMO è entrata nel settore della marijuana con un accordo da 175 milioni di dollari per una partecipazione in un produttore. È stato il primo investimento nel settore da parte di una “Big Five Canadian bank”. Nel gennaio 2018, la banca è stata accusata insieme ad altre cinque banche canadesi di aver “cospirato per truccare un benchmark di tassi canadesi per migliorare i profitti del trading di derivati”.
Dopo le dimissioni dal governo liberale canadese, nel febbraio 2019, Scott Brison è stato assunto dalla banca come vicepresidente del settore bancario d'investimento e d'impresa. Nel febbraio 2019, è stato reso noto che i profitti al dettaglio negli Stati Uniti sono aumentati. Nell'aprile 2019, la banca ha trasferito la propria sede di New York City in un ex edificio di Condé Nast. Nello stesso mese, la filiale irlandese della banca è stata multata per una violazione della licenza. Inoltre, per risolvere le accuse della SEC di aver nascosto ai clienti alcuni conflitti di interesse nel 2016, nel settembre 2019 le due unità della Bank of Montreal di Chicago hanno pagato 38 milioni di dollari. Nel dicembre 2019, la banca ha tagliato 2.300 posti di lavoro, dopo un calo degli utili trimestrali, con un effetto su circa il 5% della forza lavoro.
L'azienda aveva in programma di “raddoppiare i prestiti alle popolazioni indigene” nel settembre 2019. Nel gennaio 2020, ci sono state polemiche e proteste dopo che una bambina nativa delle Prime Nazioni di 12 anni e suo nonno sono stati ammanettati dalla polizia in una filiale di Vancouver della banca a causa di una discrepanza nell'identificazione. Il sindaco di Vancouver ha criticato la banca per aver fornito informazioni false alla polizia e quest'ultima successivamente è stata oggetto d'indagine. In seguito, è stato presentato un reclamo per i diritti umani in risposta all'incidente. È stato infine raggiunto un accordo, che comprendeva un pagamento monetario non rivelato alle vittime, una cerimonia di scuse a Bella Bella, l'installazione di targhe di riconoscimento territoriale in alcune filiali e l'aggiornamento da parte di BMO delle politiche e delle procedure interne per la gestione dei documenti di identificazione. Dopo l'incidente, BMO ha lanciato un Consiglio Consultivo Indigeno con membri indigeni provenienti da diverse province.
Nel marzo 2020, l'amministratore delegato della banca si è espresso contro il disinvestimento dai combustibili fossili, dopo aver “acquisito 3 miliardi di dollari di prestiti energetici da Deutsche Bank DBKGn.DE nel 2018”. Nel 2021, BMO ha firmato i Principi per un'attività bancaria responsabile (PRB) delle Nazioni Unite, con l'obiettivo di raggiungere obiettivi climatici globali netti a zero, nonché emissioni finanziate nette a zero nei propri prestiti entro il 2050. Nel luglio 2022, BMO ha acquisito Radicle Group Inc. con sede a Calgary, un consulente per le aziende sulla sostenibilità e sulla misurazione delle emissioni di carbonio.
Nel dicembre 2021, BMO ha accettato di acquisire Bank of the West da BNP Paribas, con l'intento di fonderla con BMO Harris Bank, il che avrebbe almeno raddoppiato la presenza totale di BMO negli Stati Uniti. L'acquisizione di Bank of the West ad opera di BMO è stata completata nel febbraio 2023.
Nel gennaio 2024, BMO è diventata il primo nuovo membro del club dei dealer di obbligazioni del Regno Unito in 10 anni, diventando una delle banche primary-dealer che acquistano obbligazioni direttamente dal governo. Acquistando obbligazioni direttamente dal governo, le banche contribuiscono a creare un mercato liquido per il debito pubblico, ma devono anche detenere capitale aggiuntivo come assicurazione contro eventuali perdite. Nel 2013, il numero di primary bond dealer ha raggiunto quota 21, mentre nel 2024 è sceso a 16.

## Informazioni aziendali

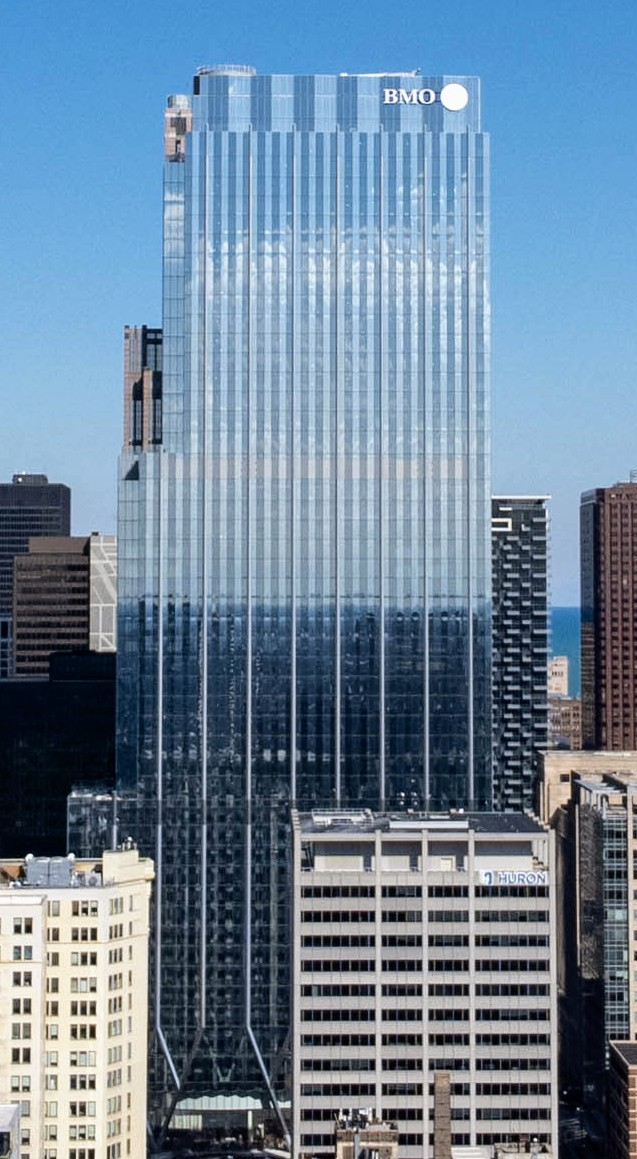
La sede centrale di BMO USA, una sussidiaria di BMO con sede a Chicago.

Bank of Montreal è suddivisa in tre “gruppi di clienti” che servono mercati diversi. Ciascuno dei gruppi di clienti opera con diversi marchi.
- Personal and Commercial Client Group (attività bancaria al dettaglio)
  - BMO Bank of Montreal (attività bancaria commerciale e al dettaglio in Canada), comprese le carte di credito MasterCard di BMO; BMO Life, una compagnia di assicurazioni sulla vita; e l'ex divisione di banca virtuale mbanx
  - BMO USA (attività bancaria commerciale e al dettaglio negli Stati Uniti, con sede a Chicago)
- Investment Banking Group (nota anche come BMO Capital Markets)
- Private Client Group (gestione patrimoniale)
  - BMO Nesbitt Burns (servizio completo di investimento in Canada): è stata costituita in seguito all'acquisizione nel 1987 di Nesbitt Thomson, all'epoca una delle più antiche società di investimento canadesi, e all'acquisizione nel 1994 di Burns Fry, un rivenditore di titoli azionari e di debito canadesi. Nesbitt Thomson e Burns Fry si sono poi fuse per diventare BMO Nesbitt Burns.
  - BMO InvestorLine (investimenti self-service in Canada)
  - BMO Harris Investor Services (servizi di consulenza negli Stati Uniti)
  - BMO Private Banking (servizi bancari privati in Canada e negli Stati Uniti), tra cui Harris myCFO e Cedar Street Advisors (entrambe affiliate di BMO Harris Bank). Nel 2014-2015 BMO ha ribattezzato BMO Harris Private Bank come BMO Private Bank.

Nell'ottobre 2008, Mediacorp Canada Inc. ha nominato BMO Financial Group uno dei migliori datori di lavoro della Grande Toronto.

## Sponsorizzazioni
Bank of Montreal è fondatrice e sponsor principale del Siminovitch Prize in Theatre, un premio annuale di 100.000 dollari assegnato a un regista, drammaturgo o designer canadese.

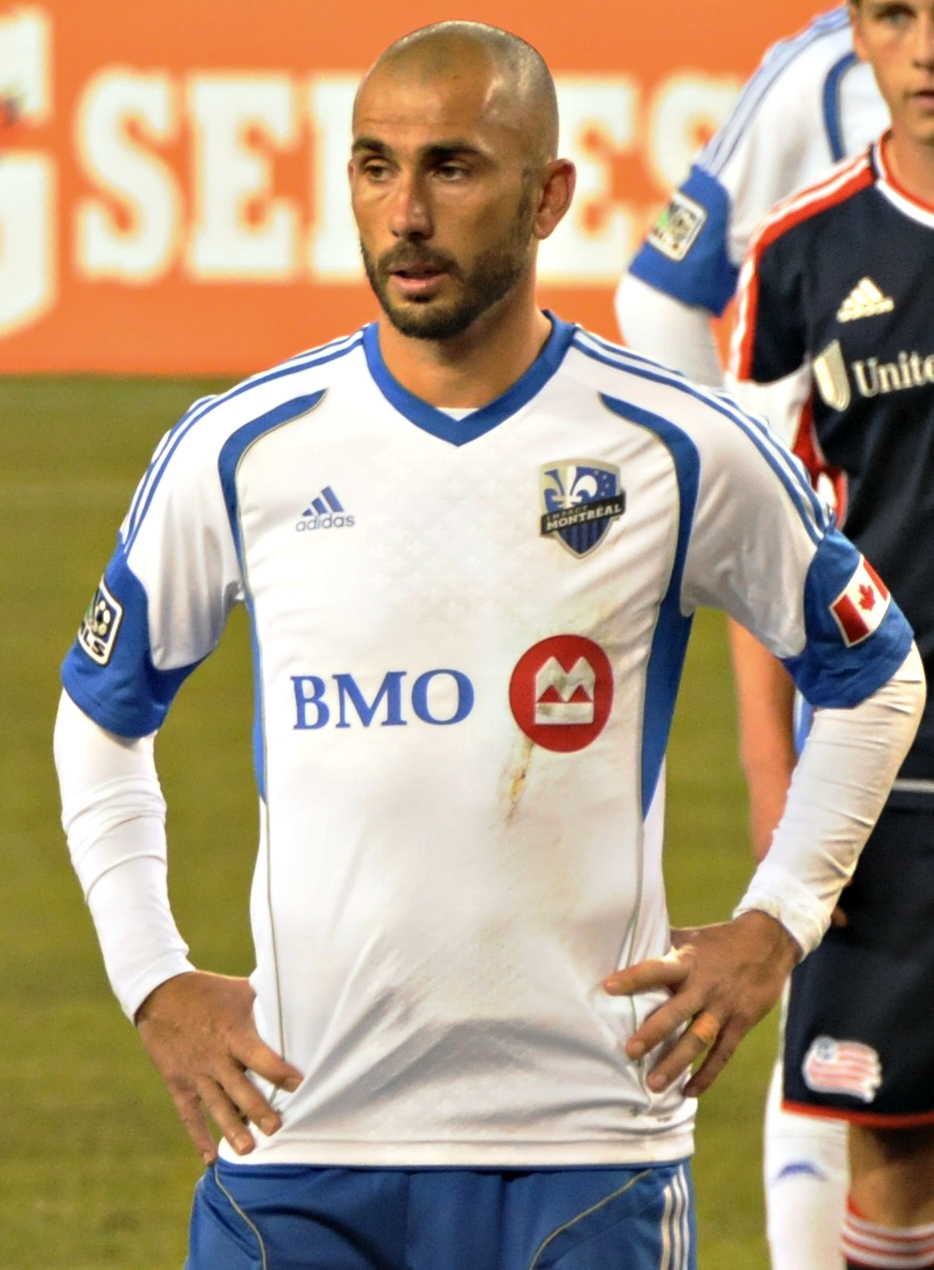
BMO è sponsor di maglia del club di calcio CF Montréal dal 2012.

La banca è sponsor del Toronto FC, club di calcio della Major League Soccer, dal 2007 e del suo stadio chiamato BMO Field. BMO è anche sponsor del CF Montréal, anch'esso club di calcio della MLS, dal 14 giugno 2011. Inoltre, è sponsor del Los Angeles FC, il cui stadio è denominato BMO Stadium dal 2023.
Dal 2007 al 2011, BMO è stata lo sponsor della squadra di hockey su ghiaccio dei Toronto Maple Leafs e della squadra di pallacanestro dei Toronto Raptors. Nel luglio 2008, BMO ha annunciato una sponsorizzazione di un anno del team IndyCar Newman/Haas/Lanigan Racing.
Dal 1997, Bank of Montreal è uno dei principali sponsor di Skate Canada ed è lo sponsor ufficiale dei BMO Financial Group Canadian Championships, BMO Financial Group Skate Canada Junior Nationals, BMO Financial Group Skate Canada Challenges, BMO Financial Group Skate Canada Sectionals, e dei BMO Financial Group Skate Canada Synchronized Championships. È anche il presenting sponsor del CanSkate Learn-to-Skate Program.
Nel 2005, BMO Bank of Montreal è diventata sponsor principale della maratona annuale del mese di maggio organizzata dalla Vancouver International Marathon Society. Il nome attuale è “BMO Bank of Montreal Vancouver Marathon”.

## Affiliazioni
BMO è membro della Canadian Bankers Association e membro registrato della Canada Deposit Insurance Corporation, un'agenzia federale che assicura i depositi di tutte le banche canadesi. È inoltre membro di:
- Air Miles
- ATM Industry Association
- Interac
- Cirrus
- Diners Club North America
- MasterCard International

BMO Bank (le attività di BMO negli Stati Uniti) è membro del Federal Reserve System e membro registrato della Federal Deposit Insurance Corporation. È anche membro di:
- Cirrus
- Diners Club North America
- Interlink
- NYCE
- MasterCard International
- Plus
- Visa

## Dirigenza

### Presidenti
1. John Gray, 1817 - 1820
2. Samuel Gerrard, 1820 - 1826
3. Horatio Gates, 1826
4. John Molson, 1826 - 1834
5. Peter McGill, 1834 - 1860
6. Thomas Brown Anderson, 1860 - 1869
7. Edwin Henry King, 1869 - 1873
8. David Torrance, 1873 - 1876
9. Lord Mount Stephen, 1876 - 1881
10. Charles Francis Smithers, 1881 - 1887
11. Lord Strathcona, 1887 - 1905
12. Sir George Alexander Drummond, 1905 - 1910
13. Richard Bladworth Angus, 1910 - 1913
14. Sir Henry Vincent Meredith, 1913 - 1927
15. Sir Charles Blair Gordon, 1927 - 1939
16. Huntly Redpath Drummond, 1939 - 1942
17. George Wilbur Spinney, 1942 - 1948
18. Bertie Charles Gardner, 1948 - 1952
19. Gordon Reginald Ball, 1952 - 1959
20. George Arnold Reeve Hart, 1959 - 30 aprile 1967
21. Robert David Mulholland, 1° maggio 1967 - dicembre 1968
22. John Leonard Walker, dicembre 1968 - 3 febbraio 1973
23. Frederick Harold McNeil, febbraio 1973 - 31 dicembre 1974
24. William David Mulholland, 1° gennaio 1975 - 30 giugno 1981
25. William Elwood Bradford, 1° luglio 1981 - 31 ottobre 1983
26. Grant Louis Reuber, 1° novembre 1983 - 30 ottobre 1987
27. Matthew William Barrett, 1° novembre 1987 - 16 gennaio 1990
28. Francis Anthony Comper, 16 gennaio 1990 - 31 ottobre 1999
Presidenti di dipartimenti separati, 1° novembre 1999 - 30 aprile 2004
29. Francis Anthony Comper, 1° maggio 2004 - 28 febbraio 2007
30. William Arthur Downe, 1° marzo 2007 - 31 ottobre 2013
Ufficio abolito il 1° novembre 2013

### Presidenti del Consiglio di Amministrazione
1. Sir Henry Vincent Meredith, 1927 - 1929
2. Huntly Redpath Drummond, 1942 - 1946
3. Bertie Charles Gardner, 1952 - 1954
4. Arthur Christian Jensen, 1959 - 7 dicembre 1964
5. George Arnold Reeve Hart, 7 dicembre 1964 - dicembre 1975
6. Frederick Harold McNeil, dicembre 1975 - 30 giugno 1981
7. William David Mulholland, 1 luglio 1981 - 15 gennaio 1990
8. Matthew William Barrett, 15 gennaio 1990 - 30 ottobre 1999
9. Francis Anthony Comper, 1° novembre 1999 - 30 aprile 2004
10. David Alexander Galloway, 1° maggio 2004 - 20 marzo 2012
11. John Robert Stobo Prichard, 20 marzo 2012 - 31 maggio 2020
12. George Alexander Cope, 31 maggio 2020 - presente

### Amministratori delegati
1. George Arnold Reeve Hart, 1959 - dicembre 1971
2. John Leonard Walker, dicembre 1971 - dicembre 1972
3. George Arnold Reeve Hart, dicembre 1972 - 31 dicembre 1974
4. Frederick Harold McNeil, 1° gennaio 1975 - gennaio 1979
5. William David Mulholland, gennaio 1979 - 30 giugno 1989
6. Matthew William Barrett, 1° luglio 1989 - 23 febbraio 1999
7. Francis Anthony Comper, 23 febbraio 1999 - 28 febbraio 2007
8. William Arthur Downe, 1° marzo 2007 - 31 ottobre 2017
9. William Darryl White, 1° novembre 2017 - presente